# Ernst Trendelenburg
Ernst Trendelenburg est un homme politique allemand, né le 13 février 1882 à Rostock (Empire allemand) et mort le 28 avril 1945 à Berlin-Dahlem.
Membre du Parti démocrate allemand (le DDP), il est ministre de l'Économie de 1930 à 1931 puis en 1932. 